# 여수 국가산단 폭발 사고
여수 국가산단 폭발 사고(麗水國家産團爆發事故)는 전라남도 여수시 주삼동 부근 공장에서 발생한 화재, 폭발 사고이다.